# 天草アレグリアガーデンズ
天草アレグリアガーデンズ（あまくさ-）は、熊本県天草市（旧本渡市）本渡町広瀬にあるリゾート施設。

## 主な施設
- ホテルアレグリアガーデンズ天草
  - 本館：客室数54室、収容約220人
  - 別館「華館」
- チャペル（結婚式場）「ヴィスタ・ドゥ・マール」
- 天然温泉「ペルラの湯舟」
- 駐車場：約100台収容可

かつてはこの他に水族館「天草いるかワールド」もあったが、2010年12月15日をもって閉館した（詳細は後述）。

## 概要・沿革
このリゾート施設は、1966年に開通した天草五橋で九州本土からの交通が便利になるのを受けて同年に九州産業交通が出資して子会社の天草観光開発株式会社を設立し「天草海洋レジャーランド」を開業したのが始まりである。敷地内にはホテル・水族館（後述）の他、かつては対岸の展望台のある敷地には「自然動物公園」も存在し、ここでは猿や鳥獣類も多く飼育されており、ホテル・水族館側の「愛情駅」から展望台・自然動物公園側の「幸福駅」まで海の上を跨いで眺めを楽しみながら両敷地間を移動できる天草海上ロープウェイも運行されていた。
この敷地内の一角にあるホテルは「天草国際ホテル」が前身である。天草諸島の中心に位置し、当リゾート地の中核を担う施設として、以来長きに渡り天草を代表するホテルとして知られてきた。
2000年代に入り、施設リニューアルでホテルの名称が「天草国際ホテルアレグリア」（アレグリア：スペイン語で歓喜を意味する）と改称し、ホテル隣には宿泊客以外も利用できる温泉施設を開設（この頃、対岸の展望台・動物公園は閉鎖・売却され、ロープウェイも廃止された）。その後、経営母体であった九州産業交通グループの経営再建に際し事業の売却対象となり、2004年3月にホテルと併設の水族館と共に地元企業の天草石油株式会社に譲渡され（それまでの運営会社だった天草観光開発株式会社は清算）、施設全体を「天草アレグリアガーデンズ」と改め、ホテルは「ホテルアレグリアガーデンズ天草」に再度改称された。譲渡後、2005年に施設内の全面リニューアルが行われたほか、同年にチャペル（結婚式場）「ヴィスタ・ドゥ・マール」の新設と、これまでホテル隣にあった温泉施設を敷地内の別の場所に移設し「ペルラの湯舟」として新装オープン。さらに2007年には別館「華館」の開設といった施設の充実が図られている。
2011年3月20日には「ペルラの湯舟」に家族風呂がオープン。
元々は九州産業交通グループだった関係で、九州産交のあまくさ号（熊本市内～天草を結ぶ快速バス）が長年にわたり敷地内のバス停へ乗り入れ（天草側の始・終着駅）てきたが、
2015年3月31日限りで乗り入れ終了と同時にバス停が廃止された。

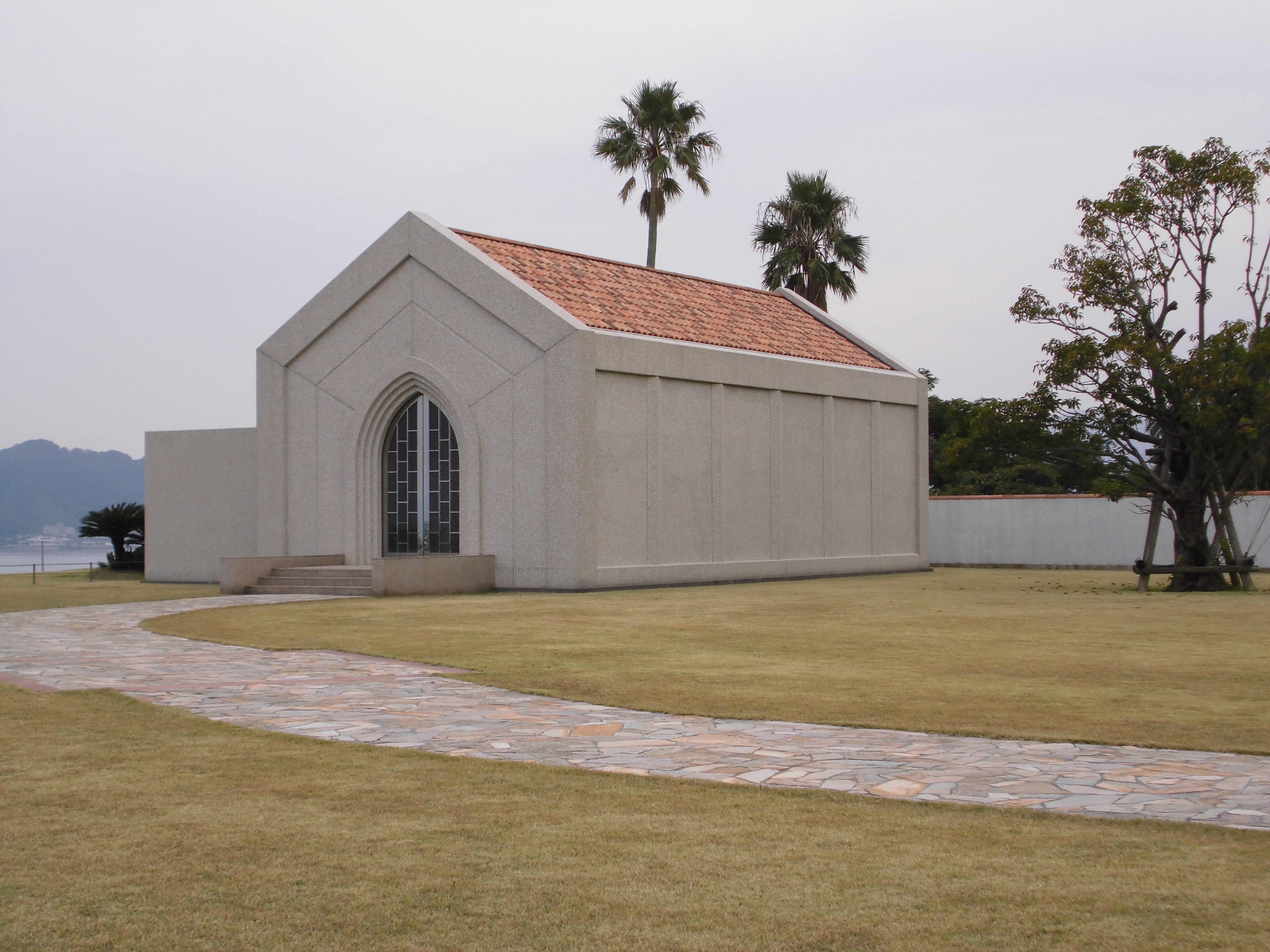
結婚式場 「ヴィスタ・ドゥ・マール」
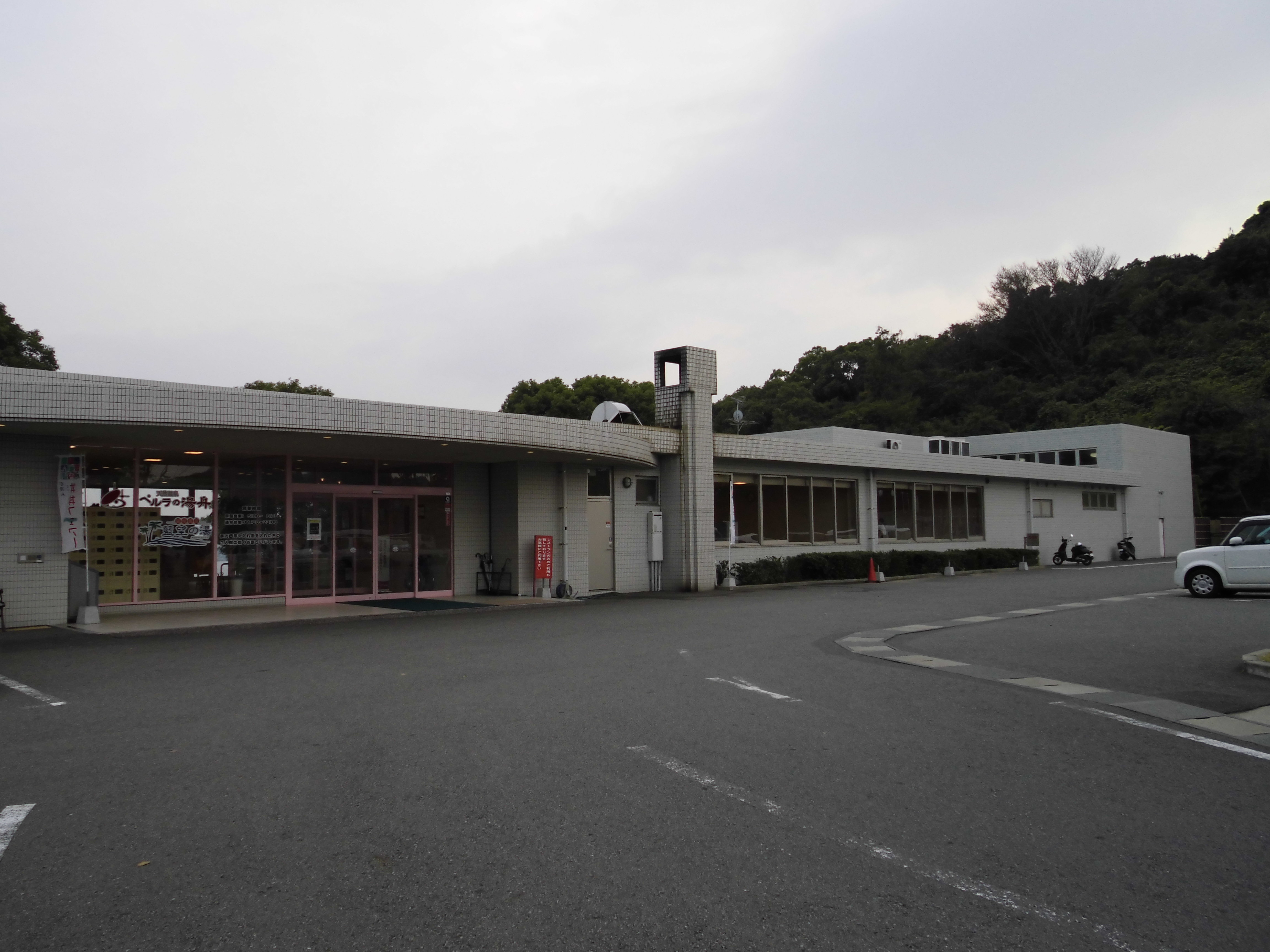
温泉施設 「ペルラの湯舟」

## 天草いるかワールド
天草いるかワールドは、かつて当リゾート施設内に併設されていた水族館。2010年12月に閉館した。

### 概要・沿革
1966年に九州産業交通が出資しリゾート施設「天草海洋レジャーランド」の敷地内に水族館「天草海底自然水族館」として上述のホテルと共にオープンした。
館内には数種類もの珍魚が多数飼育され地階の巨大水槽から鑑賞することが出来、その隣にはショープールがあり当時はアシカなどのショーも見ることも出来た。
2000年代に入ると海底自然水族館が閉鎖されショープールの方が残り、これまでのアシカに代わってイルカが飼育されるようになり、施設の名称も「天草ドルフィンワールド」に改称（ホテルも同様に「天草国際ホテルアレグリア」に）したが、九州産業交通グループの経営再建に際し事業の売却対象となり、2004年3月にホテルと共に地元企業の天草石油株式会社に譲渡され、「天草いるかワールド」に再度改称された。
近年の入場者数は年間約4万人で黒字経営であったが、施設の老朽化が進んだこと、地元にイルカの専門医がおらず飼育が難しいことから2010年12月15日をもって閉鎖する事が決定し、飼育しているイルカ1頭とペンギン11羽は九州内の別の施設に移籍、従業員7人のうち3人も移籍することになった。閉鎖後施設は解体してグラウンド・ゴルフ場を建設する予定であると報じられたが、閉館から10年以上経過した2022年8月現在も施設は閉鎖当時のまま残された状態となっている。

### 閉鎖直前まで飼育されていた生物
- バンドウイルカ
- ペンギン
- スナメリ（2009年2月に死亡）　　※かつてはスナメリに直接触れる事ができる国内唯一の施設であった

## 交通アクセス
- 自動車
  - 九州自動車道 松橋ICから国道57号、天草五橋を経て約2時間。
- 鉄道・バス
  - 桜町BT・熊本駅から九州産交バスの「快速あまくさ号」で約2時間20〜30分、終点「産交車庫前」下車後、徒歩10分程度。
  - 本渡バスセンターから天草警察署総合庁舎前・鬼池港行普通バスで約15分乗車、「天草アレグリアガーデンズ入口」停留所にて下車後、徒歩で約5分。（本数は極めて少ない）
- 飛行機
  - 熊本空港から空港リムジンバスにおいて桜町BTまで利用後、上記「あまくさ号」に乗り換え。最速で約3時間20分、終点下車後徒歩で約10分。
  - 天草飛行場からタクシーで約20分。
- 旅客船
  - 三角港から高速船「天草宝島ライン」で前島港（上天草市松島町）まで約20分。前島港からは徒歩で「前島」または「リゾラテラス天草」停留所まで移動後、上記「あまくさ号」に乗り換え。最速で約45分。終点下車後徒歩で約10分。

天草飛行場または本渡バスセンターからのアクセスの場合、ホテルより無料送迎あり（宿泊者限定　要予約）。